# Елисеев, Георгий Иванович
Георгий Иванович Елисеев (13 апреля 1913 — 25 августа 1997) — советский хозяйственный, государственный и политический деятель.

## Биография
Родился в 1913 году в селе Воскресенское. Член КПСС.
С 1934 года — на военной службе, участник советско-финской и Великой Отечественной войны, командир огневого взвода, батареи, дивизиона и 1020-го артиллерийского полка 343-й стрелковой дивизии.
В 1947—1985 гг. — выпускник Ленинградского института физкультуры им. Лесгафта, заведующий отделом физкультуры и спорта Всесоюзного Центрального совета профсоюзов, председатель Всесоюзного совета добровольных спортивных обществ профсоюзов, заведующий отделом физкультуры и спорта Всесоюзного Центрального совета профсоюзов.
Заслуженный работник культуры РСФСР.
Умер в Москве в 1997 году.

## Деятельность
30 октября 1957 г. Президиум ВЦСПС принял историческое постановление о создании наделённого широкими правами единого студенческого добровольного спортивного общества (СДСО) «Буревестник». Одним из инициаторов и создателей Общества, сделавшим много для развития студенческого спорта, был Георгий Иванович Елисеев, в то время возглавлявший отдел физкультуры и спорта ВЦСПС.

## Награды
- орден Трудового Красного Знамени (27.04.1957) — «за успехи, достигнутые в деле развития массового физкультурного движения в стране, повышения мастерства советских спортсменов, и успешное выступление на международных соревнованиях»